# Hafenschule (Minden)
Die Hafenschule in der ostwestfälischen Stadt Minden war eine Grundschule, die 1903 als III. Bürgerschule gegründet und 2006 mit der Grundschule Meißen zur Cornelia-Funke-Schule zusammengelegt wurde. Diese Schule wurde 2006 nach Dankersen verlegt, das alte Gebäude ist unter der Nummer 630 in die Denkmalliste der Stadt Minden eingetragen.

## Geschichte
Am 28. Mai 1903 beschloss Stadtverordnetenversammlung der Stadt Minden, an der Hafenstraße im Ortsteil Rechtes Weserufer ein Schulgebäude für ein „7stufiges System mit acht Klassenzimmern, Konferenz- und Rektorzimmer, Turnhalle, 1 Raum für Brausebäder, Haushaltsküche und Schulwärterwohnung“ zu errichten. Die Bürgerschule III hatte 7 Klassen und wurde einzügig (eine Klasse pro Jahrgang) betrieben. Am 10. Mai 1905 konnte der erste Rektor Franz Fischer den Schulschlüssel in Empfang nehmen.
Sowohl während des Ersten Weltkriegs als auch im Zweiten Weltkrieg wurden Militäreinheiten in der Schule stationiert, das wurde nach Aussage der Chronik teilweise als Ehre empfunden. Zu Ende des Zweiten Weltkriegs wurde die Schule durch die „Belegschaft des Ersatz-Verpflegungs-Magazins und mehrerer Maschinengewehre“ verteidigt. Der Dachstuhl der Schule wurde beschädigt, deshalb begann der Betrieb der Schule nach Kriegsende nur zögerlich.
In den 1970er Jahren wurde die Schule an das neue Grundschul-System in Nordrhein-Westfalen angepasst. Im Gebäude wurden nun Jahrgänge in den Klassen eins bis vier statt eins bis sieben unterrichtet. Als dann die Schülerzahlen weiter zurückgingen, wurde 2006 die Grundschule Hafenstraße mit der Grundschule Meißen zusammengelegt, und sie verließ den Standort Hafenschule. Zugleich änderte sich der Name in Cornelia-Funke-Schule. Inzwischen trägt die Schule am Standort Dankersen den Namen Primus-Schule Minden und ist eine Modellschule in Nordrhein-Westfalen für die Schulklassen 1 bis 10. Hier sind alle Abschlüsse möglich.
Im Gebäude der Mindener Hafenschule befindet sich seit 2012 im 1. Obergeschoss des Gebäudes die Kita Weserhafen.
Im Zuge der Flüchtlingskrise in Deutschland 2015/2016 wurde das Gebäude der Hafenschule bis Februar 2017 als Quartier für Flüchtlinge genutzt.
Seit Mitte 2015 unterstützt die ehrenamtliche Gruppe der Flüchtlingshilfe Rechtes Weserufer – Hafenschule die Stadt Minden bei der Integration der Neubürger vor Ort. Was mit Zimmerpatenschaften, Sprachunterricht und Fahrradreparaturwerkstatt begann, ist heute ein Come Together aller Kulturen und Generationen, das sich seit einigen Jahren zu festen Zeiten und Projekten mit verschiedenen Netzwerkpartnern in und außerhalb der Hafenschule trifft.